# Benoît Poelvoorde
Benoît Poelvoorde (født 22. september 1964  i Namur) er en belgisk skuespiller. Han stammer fra den fransktalende del af Belgien, Vallonien, og spiller især i humoristiske film, der optages i Vallonien og Frankrig.

## Karriere
Som syttenårig blev han pptaget af teater, og i sit skuespil blev han især kendt for sine atypiske fortolkninger. Han var oprindeligt uddannet på tegnelinjen på École de recherche graphique i Bruxelles, hvor han dygtiggjorde han sig også i fotografering. Under sine studier blev han ven med Rémy Belvaux og André Bonzel, med hvem han lavede kortfilmen Pas de C4 pour Daniel-Daniel.
Fire år senere, i 1992, vendte trioen tilbage med filmen Mand bider hund (C'est arrivé près de chez vous). Poelvoorde var medinstruktør og spillede selv hovedrollen. Denne kyniske film noir, skabt med få midler og inspireret af en belgisk fjernsynsserie ved navn Strip-tease, blev hurtig en succes og kultfilm.
I 1995 optrådte han i videoen til sangen "TV-Sang" af det belgiske band Moondog Jr (nu: Zita Swoon).
Senere optrådte Poelvoorde i teatret, hvor han i Modèle déposé af Bruno Belvaux spillede rollen som broren Rémy. Bagefter påbegyndte han to humoristisk projekter til fjernsynet: Jamais au grand jamais, en sketchserie, udsendt i 1996, og Carnets de monsieur Manatane.
Mellem 1997 og 2004 spillede han i en række film og fik succes ved det store publikum takket være roller i Le Boulet og Podiet. I 2002 modtog Poelvoorde Prix Jean Gabin. I 2004 var han medlem af juryen på Cannes-filmfestivalen, der det år blev ledet af den amerikanske skuespiller og instruktør Quentin Tarantino, der erklærede, at han var fascineret af filmen Mand bider hund.
Poelvoorde blev nomineret til en César for bedste mandlige hovedrolle i 2005 for Podium og i 2006 for Entre ses mains.
I 2008 blev hans optræden i Asterix og de Olympiske Lege både godkendt af anmelderne og det brede publikum. Hans gennemgående rollevalg som bitter taber og oppustet personlighed har trukket sammenligninger med den franske skuespiller Louis de Funès. Poelvoorde har i de senere år også spillet seriøse roller som Etienne Balsan i Coco før Chanel som han modtog Magritte-publikumsprisen for.
I 2014 modtog han Magritte-prisen for bedste skuespiller for Une place sur la Terre fra 2013, og i årene før var han nomineret for Le Grand Soir (i 2013) og Anonyme romantikere (Les Émotifs anonymes) (i 2012).
I 2013 indbød han, bidt af litteraturen, på Théâtre de Namur til l'Intime Festival, så enhver kunne opdage et udvalg af litteraturen ved skribenter som S. Tesich, J.C. Oates, B. Constant med flere, for at udforske tekster af skribenter som Tom Lanoye, Laurent Gaudé, Olivia Rosenthal, David Vann, Louis-Henri de la Rochefoucauld og andre samt, for at vise indflydelsen af film på litteratur eller fotografi samt omvendt Edouard Baer, Catherine Frot, med flere.

## Film
- L'Amant de maman, kortfilm af Rémy Belvaux, 1988
- Pas de C4 pour Daniel-Daniel, kortfilm af Rémy Belvaux og André Bonzel, 1988
- Mand bider hund af Rémy Belvaux, André Bonzel og Benoît Poelvoorde, 1992
- Film belge de Snuls, 1992
- Les Randonneurs af Philippe Harel, 1997
- Le Signaleur, kortfilm, 1997
- Les Convoyeurs attendent af Benoît Mariage, 1998
- Les Portes de la gloire, 2000
- Le Vélo de Ghislain Lambert af Philippe Harel, 2001
- En klods om benet af Alain Berberian, 2002
- La Vie politique des Belges af Jan Bucquoy, 2002
- Podiet af Yann Moix, 2004
- Atomik Cirkus, le retour de James Bataille  af Didier Poiraud og Thierry Poiraud, 2004
- Narko af Tristan Aurouet og Gilles Lellouche, 2004
- Aaltra af Benoît Delépine og Gustave Kervern, 2004
- Cinéastes à tout prix Frédéric Sojcher, 2004
- Akoibon af Edouard Baer, 2005
- Entre ses lysnettet af Anne Fontaine, 2005
- Du jour au lendemain af Philippe Le Guay, 2006
- Cowboy af Benoît Mariage, 2007
- Asterix og de Olympiske Lege af Thomas Langmann og Frédéric Forestier, 2008
- Coco før Chanel Anne Fontaine, 2009
- En by kaldet panik af Stéphane Aubier og Vincent Patar, 2009
- Intet at fortolde af Dany Boon, 2010
- Louise-Michel af Gustave Kervern og Benoît Delépine, 2010
- Anonyme romantikere af Jean-Pierre Améris, 2010
- Mon pire cauchemar af Anne Fontaine, 2011
- Une place sur la Terre. af Fabienne Godet, 2013
- 3 Hearts af Benoît Jacquot, 2014
- Jagten på Chaplin af Xavier Beauvois, 2014
- Det spritnye testamente af Jaco Van Dormael, 2015
- Saint Amour af Benoît Delépine og Gustave de Kervern, 2016

## Private forhold
Hans mor var grønthandler, hans far chauffør. Faderen døde da Poelvoorde var 12 år. Benoît Poelvoorde gik på en jesuitisk kostskole i Godinne og forlod hjemmet som syttenårig, da han påbegyndte undervisningen på Félicien Rops Teckisk Institut i Namur. I interviews har han oplyst, at han skulle lide af bipolar affektiv sindslidelse og var indlagt for depression i 2008.